# Wanze
Wanze (wa. Wônse) – miejscowość i gmina (commune) w Belgii, w Regionie Walońskim, w prowincji Liège, w okręgu Huy. 1 stycznia 2024 roku liczyła 14 010 mieszkańców. 

## Podział administracyjny
W skład gminy wchodzi pięć dzielnic (section):
- Antheit
- Bas-Oha
- Huccorgne
- Moha
- Vinalmont

## Turystyka
- Zamek Moha

## Współpraca
Miejscowości partnerskie:
- Caneva, Włochy
- Koksijde, Flandria Zachodnia (kontakty utrzymuje dzielnica Antheit)